# 시리베시 지청

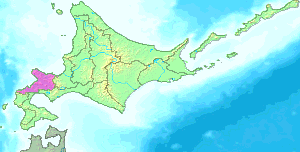
시리베시 지청의 위치

시리베시 지청(일본어: 後志支庁)은 예전에 존재했던 홋카이도의 지청이다. 지청명은 시리베시국에서 유래했고 지청 소재지는 굿찬정이다. 관내에는 오타루시가 있으며 그 외에 19정촌을 포함한다. 2010년 4월 1일, 시리베시 종합진흥국으로 개편되었다. 면적은 4,305.83km2이고, 인구는 2009년 3월 기준으로 250,065명이다.

## 역사
- 1910년 3월 1일 - 오타루 지청, 이와나이 지청, 슷쓰 지청과 무로란 지청 아부타 군의 일부를 통합해 시리베시 지청을 굿찬 촌에 설치했다.
- 2010년 4월 1일 - 시리베시 지청을 폐지해 시리베시 종합진흥국을 설치했다.

## 인접한 지청

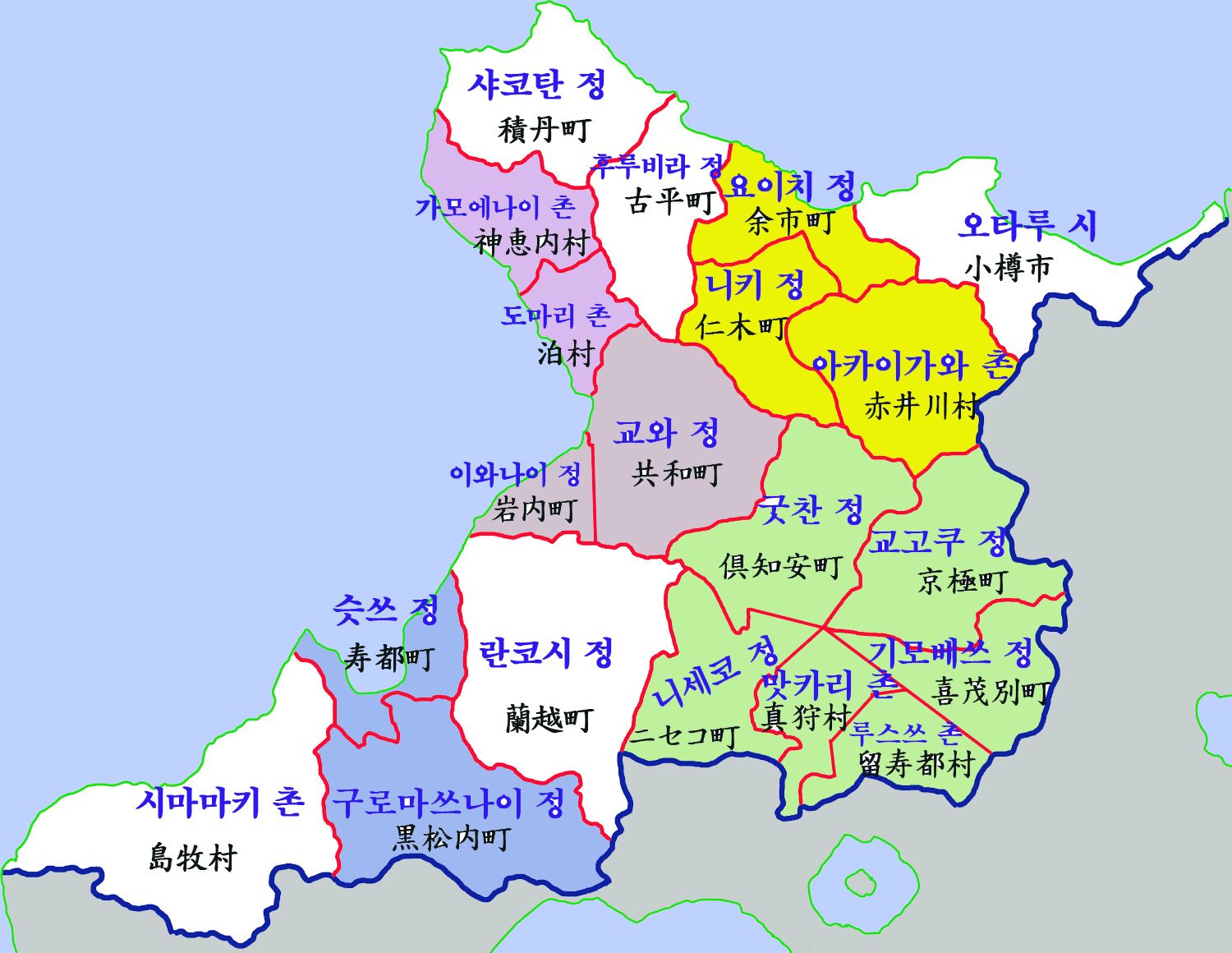
시리베시 종합진흥국 행정구역

- 오시마 지청
- 히야마 지청
- 이시카리 지청
- 이부리 지청

## 지역
- 오타루시
- 아부타 군 : 굿찬정, 기모베쓰정, 교고쿠정, 니세코정, 맛카리촌, 루스쓰촌
- 후루비라 군 : 후루비라정
- 후루우 군 : 도마리촌, 가모에나이촌
- 이와나이 군 : 이와나이정, 교와정
- 이소야 군 : 란코시정
- 샤코탄 군 : 샤코탄정
- 시마마키 군 : 시마마키촌
- 슷쓰 군 : 슷쓰정, 구로마쓰나이정
- 요이치 군 : 니키정, 요이치정, 아카이가와촌